# Silvano Beltrametti
Silvano Beltrametti (* 22. März 1979 in Valbella, Vaz/Obervaz) ist ein ehemaliger Schweizer Skirennfahrer. Er ist seit seinem Rennunfall im Jahre 2001 durch einen Bruch des 6. und 7. Brustwirbels querschnittgelähmt, fährt aber inzwischen Monoski.
Beltrametti galt als grosse Nachwuchshoffnung im Abfahrtsteam der Schweizer Skinationalmannschaft. Er erreichte bei den Weltmeisterschaften 2001 in St. Anton am Arlberg den 4. Platz. 2001 wurde er Schweizer Meister in Abfahrt und Super-G. Sein bestes Weltcup-Resultat erzielte er am 25. November 2000 in der Abfahrt von Lake Louise mit einem 2. Rang. Einen weiteren Podestplatz erzielte er am 7. Dezember 2001 als Dritter des Super-G in Val-d’Isère. Am darauffolgenden Tag verunglückte Beltrametti während der Weltcupabfahrt in Val-d’Isère nach einem Fahrfehler; dabei wurde sein Rücken so schwer verletzt, dass er seither querschnittgelähmt ist. Sein Unfall war der Anlass für die Einführung der blauen Linien in den alpinen Speeddisziplinen, die den Läufern die Richtung zum nächsten Tor anzeigen sollen und erstmals in der auf Val-d’Isère folgenden Abfahrt von Gröden 2001 eingesetzt wurden.
Nach der Rehabilitation im Schweizer Paraplegiker-Zentrum in Nottwil war Beltrametti im Sportmanagement tätig. Im August 2003 wurde er als Vertreter der CVP in den Gemeinderat von Vaz/Obervaz gewählt. Seit 2008 ist er zusammen mit seiner Ehefrau in der Geschäftsführung eines Hotels tätig.
Im Jahr 2005 wurde die Wettkampf- und Trainingsstrecke für den Skiweltcup in Lenzerheide nach Silvano Beltrametti benannt.